# والت هاريس
والت هاريس (بالإنجليزية: Walt Harris)‏ هو لاعب كرة قدم أمريكية أمريكي، ولد في 10 أغسطس 1974 في لاغرانغ في الولايات المتحدة.

## وصلات خارجية
- والت هاريس على موقع مرجع كرة القدم المحترفة.كوم (الإنجليزية)